# Todesfall Harry Dunn
Harry Dunn war ein 19-jähriger Brite, der am 27. August 2019 bei einem Verkehrsunfall in Northamptonshire ums Leben kam. Er war mit seinem Motorrad in der Nähe des Militärflugplatzes Croughton unterwegs, als er mit einem Auto kollidierte, das in entgegengesetzter Richtung fuhr, gesteuert von der US-Amerikanerin Anne Sacoolas, einer ehemaligen CIA-Agentin. Die Kollision wurde zum Zentrum eines internationalen diplomatischen Zwischenfalls, nachdem die US-Regierung Sacoolas zur Flucht riet und sie dabei unterstützte. Gleichzeitig beanspruchte Sacoolas diplomatische Immunität. Am 20. Dezember 2019 erhob die Staatsanwaltschaft eine Anklage gegen Sacoolas wegen Verursachung des Todes durch gefährliches Fahren (Causing death by dangerous driving).

## Unfallhergang

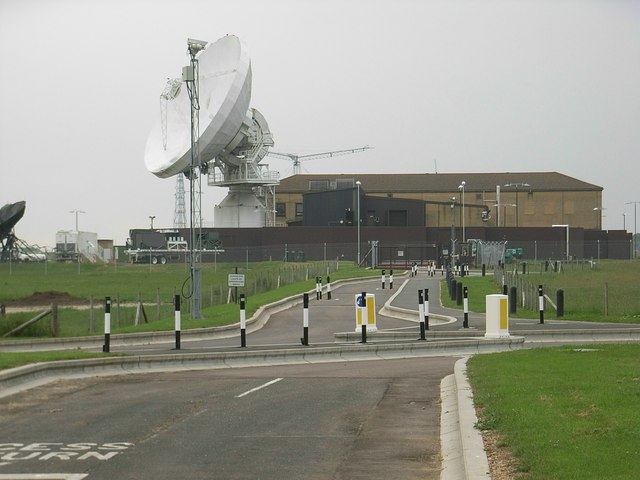
Der Militärflugplatz Croughton, in dessen Nähe sich der Unfall ereignete

Harry Dunn lebte in Charlton, in der Nähe von Banbury. Am Abend des 27. August 2019 starb er im Krankenhaus nach einem Zusammenstoß mit einem Fahrzeug, während er mit seinem Motorrad auf der B4031 fuhr, etwa 400 Meter von der Ausfahrt des Militärflugplatzes entfernt. Das Auto wurde von Anne Sacoolas gelenkt, der Ehefrau eines Mitarbeiters der US-Regierung, der in der Abhörstation der US-Luftwaffe in RAF Croughton arbeitete. Die Polizei sagte, sie glaube, dass das Auto, ein Volvo XC90, auf der falschen Straßenseite von der Ausfahrt der Basis gefahren sei, was Sacoolas später zugab. Sacoolas hatte im Jahr 2006 im US-Bundesstaat Virginia eine frühere Ordnungswidrigkeit am Steuer begangen, weil sie „nicht die volle Zeit und Aufmerksamkeit aufbrachte“. Die BBC berichtete, dass die Familie Sacoolas erst seit drei Wochen im Vereinigten Königreich war.
Obwohl Harry Dunn vielfache Knochenbrüche erlitt, stuften die Anrufer beim Notruf seine Verletzungen in die Dringlichkeitskategorie 2 ein, die eine Behandlung durch einen Krankenwagen innerhalb von 40 Minuten fordert. Der Krankenwagen traf 43 Minuten nach der Kollision ein. Der Chef des East Midlands Ambulance Service erklärte später, dass die Kategorisierung wegen des Mangels an Krankenwagenbesatzungen keinen Unterschied machte, weil der nächste Arzt weit entfernt war. Dunn wurde im Major Trauma Centre des John Radcliffe Hospital in Oxford für tot erklärt. Die Trauerfeier von Harry Dunn fand am 17. September statt, gefolgt von einer Einäscherung in einem Krematorium in Oxfordshire.

## Ermittlungen
Eine Untersuchung des Unfalls unter der Leitung von Nick Adderley, dem Polizeipräsidenten von Northamptonshire, stellte anhand von Videoüberwachungsaufzeichnungen fest, dass ein Auto auf der falschen Straßenseite unterwegs gewesen war. Sacoolas hatte am Unfallort mit der Polizei kooperiert und wurde einem Alkoholtest unterzogen. Sie wurde am nächsten Tag zu Hause befragt und die Polizei sagte, sie habe mit ihr kooperiert. Sie hatte gesagt, sie sei auf der falschen Straßenseite gefahren, als sie mit Dunn kollidierte. Während der Befragung wurde die diplomatische Immunität erwähnt und die Polizei von Northamptonshire beantragte später an diesem Tag eine Aufhebung der Immunität. Am 16. September teilte das Foreign and Commonwealth Office der Polizei mit, dass die Aufhebung der Immunität abgelehnt worden sei und Sacoolas das Vereinigte Königreich mit einem Flugzeug der US-Luftwaffe verlassen habe. Der Telegraph berichtete, dass Sacoolas das Land mit einem „privaten“ Flug verlassen habe, der wahrscheinlich von der U. S. Air Force Base in Mildenhall startete. Berichten zufolge wurde der Diplomat Neil Holland seines Postens im Außenministerium enthoben, weil er einem US-Beamten geschrieben hatte, dass sie sich „in der Lage fühlen“ sollten, Sacoolas „mit dem nächsten Flug aus Großbritannien herauszubringen“.
Am 22. Oktober bestätigte Adderley, dass die Verdächtige auf eigenen Wunsch in den Vereinigten Staaten unter Vorbehalt befragt werden sollte, und erklärte: „Eine Akte mit Beweisen wurde dem Crown Prosecution Service übergeben, aber […] diese Akte ist unvollständig – man kann die Akte nicht vervollständigen, bis man einen Bericht der Verdächtigen hat.“ Am 31. Oktober bestätigte die Polizei, dass sie die Verdächtige befragt und die Informationen an den CPS weitergegeben habe.
Nach der polizeilichen Befragung Sacoolas sagte Dunns Mutter gegenüber Sky News, dass die Familie das Gefühl habe, „keinen Schritt weiter“ und immer noch „in der Schwebe“ zu sein; sie kritisierte auch die Entscheidung, Ermittler der britischen Polizei in die USA zu fliegen. Am 1. November reichte die Polizei eine Akte an den CPS ein, die sie für eine Anklageentscheidung auswerten würde.

## Diplomatische Folgen
Der Zusammenstoß wurde zum Gegenstand eines diplomatischen Streits, als Sacoolas kurz nach dem Vorfall das Land verließ und die US-Botschaft behauptete, sie habe diplomatische Immunität als Ehefrau eines in Großbritannien arbeitenden US-Agenten. Der Washington Examiner berichtete, dass Jonathan Sacoolas nicht für die National Security Agency arbeitete und dass die Familie Sacoolas im Norden Virginias in der Nähe des Hauptquartiers der Central Intelligence Agency Langley lebte.
Dunns Eltern wurden von zwei führenden Fachanwälten für diplomatische Immunität, Mark Stephens und Geoffrey Robertson, beraten. Sie rieten, dass Anne Sacoolas kein Recht auf diplomatische Immunität habe, da ihr Mann nicht als Diplomat gelistet sei. Außerdem, so argumentierten sie, gelte die diplomatische Immunität nicht mehr, wenn Sacoolas in ihr Heimatland zurückkehre; daher sei es möglich, vor US-Gerichten zivilrechtlich zu klagen. Der britische Außenminister Dominic Raab erklärte ebenfalls, dass die diplomatische Immunität nicht mehr gelte. Dunns Eltern beschlossen, um Gerechtigkeit für ihren Sohn zu erlangen in die USA zu reisen, „um für eine Veränderung zu kämpfen“ und die Rückkehr Sacoolas in das Vereinigte Königreich zu erreichen.
Ein Foto, das bei einer Pressekonferenz am 10. Oktober aufgenommen wurde, zeigte die Briefing-Notizen von Präsident Trump. Auf Nachfrage gab die US-Linie in Bezug zu den Notizen an, dass Anne Sacoolas trotz der vorangegangenen Intervention von Raab und Premierminister Johnson, einschließlich eines Anrufs bei Trump, nicht in das Vereinigte Königreich zurückkehren würde. Als Reaktion sagte Dunns Mutter, dass die Position der USA „jenseits jeglichen menschlichen Denkens“ sei und fügte hinzu: „Ich bin einfach angewidert. Ich sehe keinen Sinn darin, dass Boris Johnson mit Präsident Trump spricht, oder dass Präsident Trump überhaupt einen Anruf von Boris Johnson annimmt__[,]__ wenn er bereits seine Entscheidung getroffen hat, dass, wenn er gefragt werden sollte __(...)__, die Antwort bereits ‚nein‘ sein würde.“
Als Dunns Eltern am 15. Oktober 2019 auf Einladung „eines hochrangigen Beamten“ ins Weiße Haus kamen, wurden sie überraschend von Präsident Trump persönlich empfangen, der sie informierte, dass Sacoolas „im Nebenzimmer“ darauf warte, sie zu treffen. Familie Dunn und ihr Anwalt lehnten dies als zu plötzlich ab. Sie wollen Sacoolas treffen, wenn sie sich darauf besser vorbereitet fühlen, auf britischem Boden und mit Therapeuten und Mediatoren, denn beide Seiten seien traumatisiert. Trump nannte sein Treffen mit der Familie Dunn „auf eine gewisse Weise schön“. Er sagte auch, dass das Fahren auf der falschen Seite „vielen Leuten passiert“. „Sie gehen nach Europa und die Straßen sind entgegengesetzt. Das ist sehr schwierig, wenn sie aus den Vereinigten Staaten kommen.“ Später wurde bekannt, dass Trump beabsichtigt hatte, der Familie eine Entschädigung zu zahlen, was diese jedoch ablehnte: „Eine Entschädigung durch Donald Trump ist keine Lösung“. Laut dem Sprecher der Familie Dunn endete das Treffen im Weißen Haus damit, dass der Präsident anmerkte, der Finanzminister Steven Mnuchin stehe bereit, einen Scheck auszustellen. „Als er sagte: ‚Wir haben die Fahrerin [Sacoolas] hier‘, bedeutete er im Grunde, wir werden uns alle umarmen und küssen und ich werde meinen Finanzminister einen Scheck ausstellen lassen. So war es. An dem Tag habe ich es einfach nicht registriert, aber je mehr ich über diese Worte nachdenke, desto schockierender ist es.“

## Reaktion der Eltern und anderer
Am 15. Oktober kündigte die Familie Dunn ihre Absicht an, eine gerichtliche Überprüfung der Beratung der Polizei von Northamptonshire durch das britische Außenministerium bezüglich der diplomatischen Immunität von Anne Sacoolas einzuleiten.
Am 18. Oktober sagten Dunns Eltern, sie erwarteten, dass die britische Polizei Sacoolas im Zusammenhang mit dem Tod ihres Sohnes anklagen würde. Am selben Tag wurde berichtet, dass die britische Regierung die Polizei von Northamptonshire gebeten hatte, die Familie von Dunn mit Verzögerung darüber zu informieren, dass die am Unfall beteiligte Frau das Land verlassen hatte. Raab erklärte, das Außenministerium habe die Polizei gebeten, die Information „ein oder zwei Tage lang“ zurückzuhalten. Die Familie Dunn erfuhr eine Woche später, am 23. September, dass Anne Sacoolas das Vereinigte Königreich verlassen hatte.
Im Oktober wurde eine Überprüfung der diplomatischen Immunitätsregelungen bei RAF Croughton in Auftrag gegeben.
Am 1. November wurde der Fall von Nigel Farage mit Trump telefonisch in seiner Abend-Talkshow von LBC besprochen. Trump sagte, Sacoolas habe eine „fesselnde Geschichte zu erzählen“, als er sie im Weißen Haus traf. Auf die Frage, ob es Umstände gäbe, unter denen Sacoolas in das Vereinigte Königreich zurückkehren könnte, um sich einer Anklage zu stellen, sagte Trump: „Nun, ich würde sehen müssen, was die endgültigen Fakten sind […] Und, ich werde mir die endgültigen Fakten ansehen. Sie wird von einem Anwalt vertreten.“
Am 21. November drückten Dunns Eltern ihren Unmut über Raab aus, der die Entscheidung der Regierung verteidigt hatte, von ihnen Gerichtskosten zu verlangen. Das Foreign and Commonwealth Office sagte, es gäbe „keinen vernünftig vertretbaren Grund für eine rechtliche Anfechtung“ in einem Rechtsstreit, den Dunns Eltern gegen sie anstrengten. Am 25. November wurde Dunns Vater zusammen mit einer Gruppe von mehr als 50 anderen Personen aus Brandschutzgründen vom Personal daran gehindert, eine von Raab besuchte Kundgebung in der East Molesey Methodist Church zu betreten.
Am 25. November beantragten Dunns Eltern die gerichtliche Überprüfung des Vorgehens des Außenministers wegen der Ausweitung der diplomatischen Immunität auf Geheimdienstmitarbeiter und deren Familien bei RAF Croughton. Sie erklärten, dass „geheime Verträge“ zwischen Großbritannien und den USA offengelegt worden seien, die Dokumente aber nicht die Immunität für Familienmitglieder abdeckten. Ein Sprecher des Außenministeriums kommentierte: „Wie der Außenminister im Parlament dargelegt hat, hatte die betroffene Person diplomatische Immunität, solange sie sich im Land befand, gemäß dem Wiener Übereinkommen über diplomatische Beziehungen.“
Am 30. November wurde berichtet, dass der Erzbischof von Canterbury, Justin Welby, Anfang Oktober an den US-Botschafter in London geschrieben hatte und darum bat, die Auslieferung Anne Sacoolas nicht zu blockieren, aber zu diesem Zeitpunkt noch keine Antwort erhalten hatte.
Im Dezember kündigten Dunns Eltern an, dass sie in Virginia, wo Sacoolas lebte, eine Zivilklage einreichen würden, in der Hoffnung, sie zu zwingen, in das Vereinigte Königreich zurückzukehren und sich der Anklage zu stellen. Der Anwalt der Familie plante, sich auf das englische Gewohnheitsrecht aus dem Jahr 1774 zu berufen, das besagt, dass der Angeklagte in einem anderen Land angeklagt werden kann, auch wenn die Straftat in einem anderen Land begangen wurde.
Am 4. Januar 2020 versammelten sich Gruppen von Demonstranten vor der RAF Croughton, die Schilder mit der Aufschrift „Justice 4 Harry“ (Gerechtigkeit für Harry) hochhielten. In einer Erklärung, die von der Familie veröffentlicht wurde, schworen sie, nicht aufzuhören zu demonstrieren, bis „der gesunde Menschenverstand siegt und die US-Regierung zustimmt, ihre Macht nicht wieder zu missbrauchen“.

## Anschuldigungen
Am 20. Dezember 2019 gab die Staatsanwaltschaft bekannt, dass Sacoolas wegen fahrlässiger Tötung angeklagt werden sollte und dass sie ein Auslieferungsverfahren gegen sie einleiten würde. Sacoolas’ Anwältin Amy Jeffress sagte: „Anne wird nicht freiwillig nach Großbritannien zurückkehren, um sich einer möglichen Gefängnisstrafe für einen schrecklichen, aber unbeabsichtigten Unfall zu stellen“, und fügte hinzu, dass „die mögliche 14-jährige Haftstrafe nicht verhältnismäßig“ sei.
Am 22. Dezember 2019 traf sich Dunns Familie mit der britischen Innenministerin Priti Patel und ihrer Abgeordneten Andrea Leadsom in ihrem Haus. Ihr Familiensprecher sagte, sie seien nun „unglaublich beruhigt, dass diese ganze Saga nach rechtsstaatlichen Grundsätzen behandelt werden wird“.
Am 10. Januar 2020 beantragte das Innenministerium formell die Auslieferung Sacoolas, um sie im Vereinigten Königreich anzuklagen. Die erste Reaktion des US-Außenministeriums lautete: „Die Anwendung eines Auslieferungsvertrags, um zu versuchen, den Ehepartner eines ehemaligen Diplomaten gewaltsam zurückzubringen, würde einen außerordentlich beunruhigenden Präzedenzfall schaffen“, und dass der Antrag „höchst unangemessen“ sei. Am 23. Januar lehnte US-Außenminister Mike Pompeo den Auslieferungsantrag formell ab. Der Sprecher der Familie sagte, sie hätten die Nachricht „mit Fassung“ aufgenommen. Das britische Innenministerium sagte, die Entscheidung scheine „eine Verweigerung der Gerechtigkeit zu sein“. Andrea Leadsom plante, den US-Botschafter Woody Johnson am 24. Januar in London zu treffen, um den Fall zu besprechen.

## Spätere Entwicklungen
Am 18. Januar 2020 forderte Adderley ein dringendes Treffen mit dem Kommandeur der Militärbasis, nachdem Aufnahmen aufgetaucht waren, die ein anderes Fahrzeug auf der falschen Straßenseite in der Nähe von RAF Croughton zeigten. Die Beamten gaben Details eines separaten Unfalls im Oktober bekannt, bei dem ein Polizeifahrzeug von einem Auto getroffen wurde, das auf der falschen Straßenseite fuhr.
Am 9. Februar 2020 enthüllte die Mail on Sunday, dass Sacoolas früher in Spionagetätigkeiten für die CIA verwickelt war. Nach dieser Enthüllung, die später von Sky News bestätigt wurde und über die auch andere Nachrichtenagenturen berichteten, äußerte Dunns Mutter den Verdacht ihrer Familie, dass die britische Regierung ihr Wissen über Sacoolas’ frühere Rolle nicht vollständig mit ihnen teilt. Die Times spekulierte, dass der britische Premierminister mehr Druck ausüben würde, um die Familie Dunn zu treffen. Die Times deutete auch an, dass die Enthüllung zu Behauptungen führen könnte, dass die USA Sacoolas aufgrund ihrer früheren Aktivitäten mit der CIA besonderen Schutz gewähren. Die New York Post berichtete, dass der ehemalige Außenminister Jeremy Hunt gesagt habe, dass die Enthüllung erklären könnte, warum die USA es abgelehnt hätten, Sacoolas’ Auslieferung zu genehmigen. Der Sprecher der Familie forderte eine öffentliche Untersuchung der Angelegenheit.
Am 23. Februar 2020 forderte die Familie Dunn die britische Regierung auf, das Auslieferungsersuchen des Wikileaks-Gründers Julian Assange, das von der US-Regierung gestellt wurde, abzulehnen, bis sie Sacoolas an das Vereinigte Königreich zurückgeben. Sie warfen der US-Regierung Heuchelei vor und sagten, die USA hätten einen Angriff auf die besondere Beziehung zwischen beiden Ländern gestartet.
Am 18. Juni 2020 fand eine vorläufige Anhörung der von der Familie Dunn angestrengten gerichtlichen Überprüfung vor dem High Court of Justice statt. In einer Eingabe an das Gericht erklärte Tony Baldry, ehemaliger Minister des Foreign and Commonwealth Office und Unterzeichner des diplomatischen Immunitätsabkommens für den Stützpunkt, auf dem Sacoolas’ Ehemann arbeitete, dass das Abkommen „begrenzt“ sei und sich nicht auf Angehörige erstrecke. In einer weiteren Eingabe bezeichnete der ehemalige langjährige Diplomat Ivor Roberts die Behauptung, Sacoolas sei durch diplomatische Immunität gedeckt, als „eine offenkundige Absurdität“.
Am 9. Juli 2020 wurde eine Vertagungsdebatte über RAF Croughton im Unterhaus von der lokalen Abgeordneten Andrea Leadsom geführt, die sich auf Dunns Tod konzentrierte und die Regierung aufforderte, zu intervenieren und Pläne zum Umbau des Luftwaffenstützpunktes zu blockieren.
Ab August 2020 erwägt der Generalstaatsanwalt für England und Wales, Sacoolas in Abwesenheit wegen der Anklage, den Tod durch gefährliches Fahren verursacht zu haben, vor Gericht zu stellen. Die Aussicht auf einen virtuellen Prozess, eine Option, die vom Generalstaatsanwalt in Betracht gezogen wird, erhielt Unterstützung von Premierminister Boris Johnson.
Am 9. September 2020 wurde vor einem Bundesgericht in Virginia eine Klage wegen widerrechtlicher Tötung gegen Sacoolas und ihren Ehemann eingereicht. Ein Rechtsvertreter der Familie Dunn erklärte: „Angesichts der Weigerung von Frau Sacoolas nach Großbritannien zurückzukehren, freuen wir uns darauf, diesen Fall hier in den Vereinigten Staaten vor eine Jury zu bringen.“ In der Klage wird behauptet, dass Sacoolas nach dem Unfall weder die Rettungsdienste noch die Polizei benachrichtigt hat. Ebenfalls am 9. September traf sich die Familie Dunn mit dem Direktor der Staatsanwaltschaft, Max Hill, woraufhin berichtet wurde, dass Hill zu dem Schluss gekommen sei, dass Sacoolas keine diplomatische Immunität besitze und ihr nicht erlaubt hätte werden sollen, das Land zu verlassen. Ein Urteil des High Court vom 24. November 2020 kam jedoch zu dem Schluss, dass Sacoolas zum Zeitpunkt von Harrys Tod diplomatische Immunität besaß.
Im September 2021 gab Dunns Familie bekannt, sich zivilrechtlich zu nicht genannten Bedingungen mit Sacoola geeinigt zu haben. Am 20. Oktober 2022 sagte Sacoola per Videoschaltung vor dem Magistrates’ Court in Westminster aus und bekannte sich schuldig, Dunns Tod fahrlässig verursacht zu haben.
Nach der Amtseinführung von Joe Biden erklärte seine Administration Ende Januar 2021, dass die Entscheidung der US-Regierung, ein Auslieferungsersuchen abzulehnen, „endgültig“ sei.

### Beendigung der Immunität für die Familie des Personals
Eine 1995 getroffene Vereinbarung behandelte das US-Personal von RAF Croughton und seine Familien als Teil der US-Botschaft und gewährte ihnen diplomatische Immunität. Am 22. Juli 2020 änderten die britische und die US-Regierung die Vereinbarung, um die Immunität vor Strafverfolgung für die Familie des US-Personals aufzuheben. Dem Personal von RAF Croughton war die Immunität bereits entzogen worden. Es wurde berichtet, dass diese Änderung nicht rückwirkend ist.
Das US-Außenministerium sagte, die Änderung sei eine „Reflexion unserer besonders engen Beziehung“ mit Großbritannien. Die Schattenaußenministerin Lisa Nandy sagte, dass die Labour Party „auf eine vollständige Untersuchung“ des Falles drängen würde.